# Забібе (цариця Кедара)
Забібе (також Забібі, Забіба) — цариця Кедара, яка правила протягом п'яти років між 738 і 733 роками до н. е.
Вона була васалом царя Ассирії Тіглатпаласара III і згадується в анналах цього монарха серед правителів, які платили данину ассирійцям в 738 році до н. е. Їй було присвоєно титул «цариця арібі» (тобто арабів).
Ісраель Ефаль стверджував, що до Ашшурбаніпала титул «цариця арабів» в ассирійських текстах носив загальний характер, який присвоювався вождям кочових племен сирійської пустелі . Таким чином він зробив висновок, що Забібе варто було б іменувати «царицею Кідрі» (кедарітів). Забіба — древнє арабське ім'я, яке, ймовірно, походить від zabīb, що означає «родзинки».
На зміну Забібе прийшла інша цариця, Шамсі, яка також правила п'ять років.